# Rhamnus lycioides
Rhamnus lycioides oder der  Bocksdornartige Kreuzdorn, ist eine Pflanzenart aus der Gattung Kreuzdorn (Rhamnus) innerhalb der Familie der Kreuzdorngewächse (Rhamnaceae). Das Verbreitungsgebiet erstreckt sich über den Mittelmeerraum.

## Beschreibung

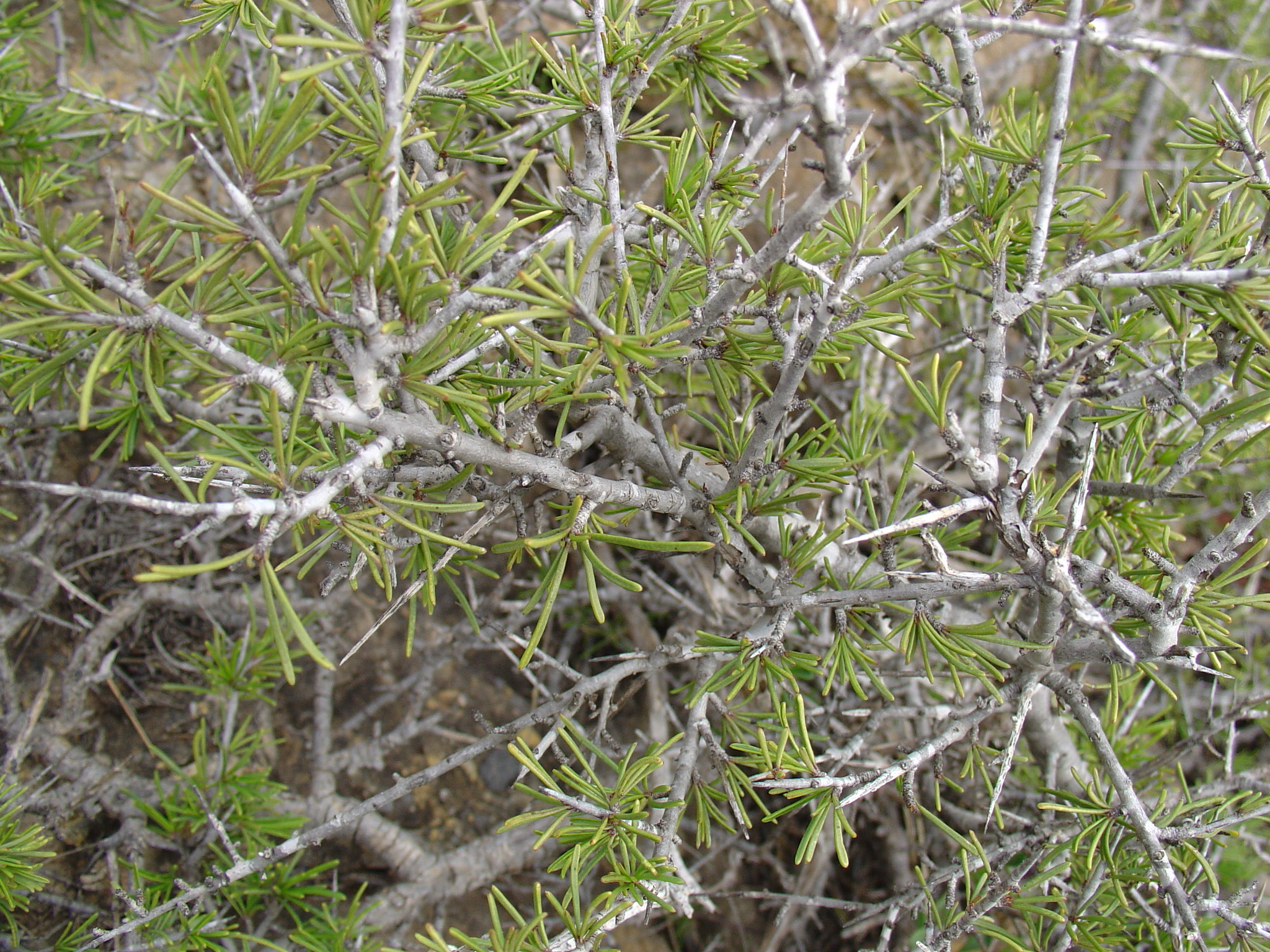
Zweige mit Laubblättern und schwarzen Dornen

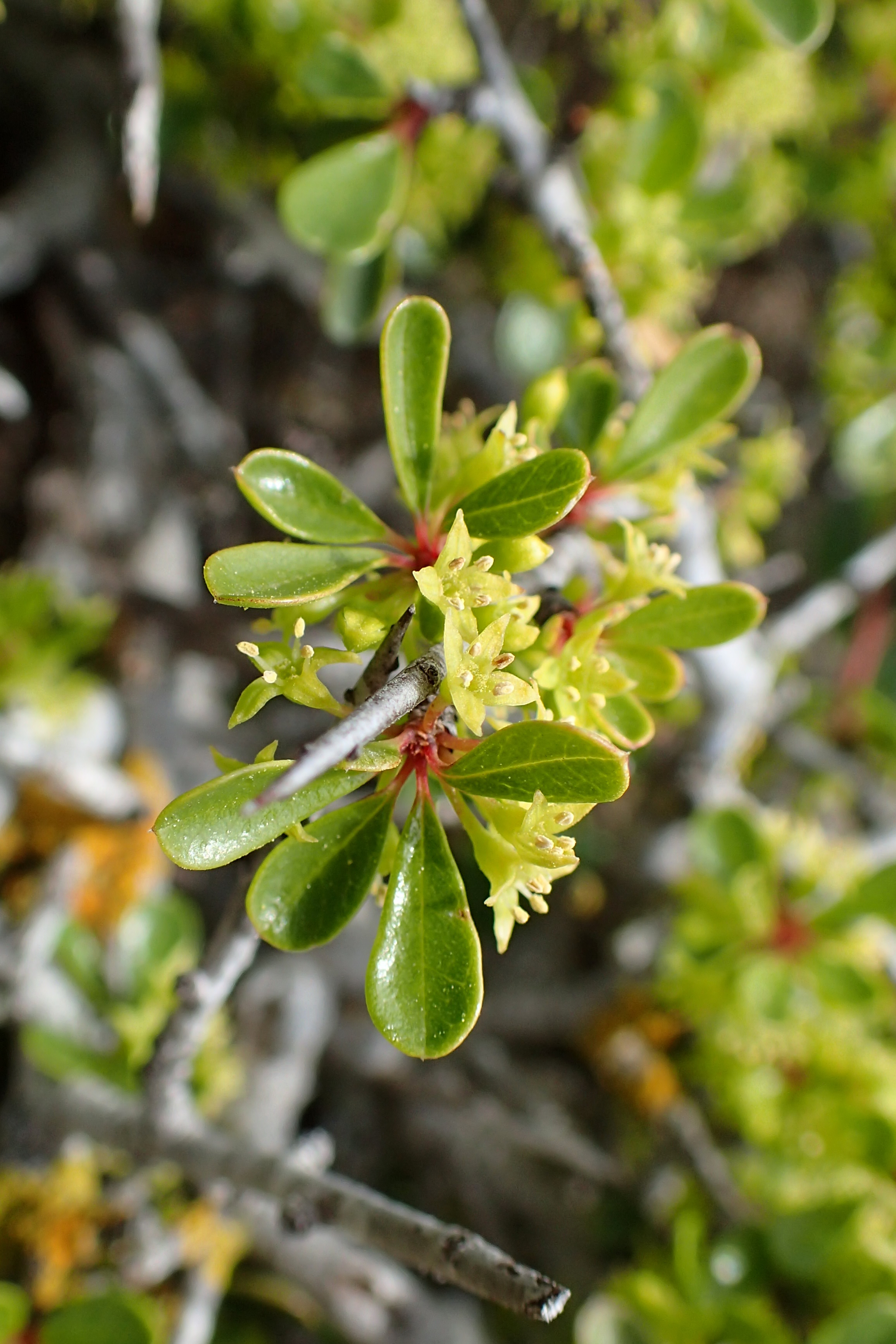
Zweig mit Laubblättern und vierzähligen Blüten von Rhamnus lycioides subsp. graeca

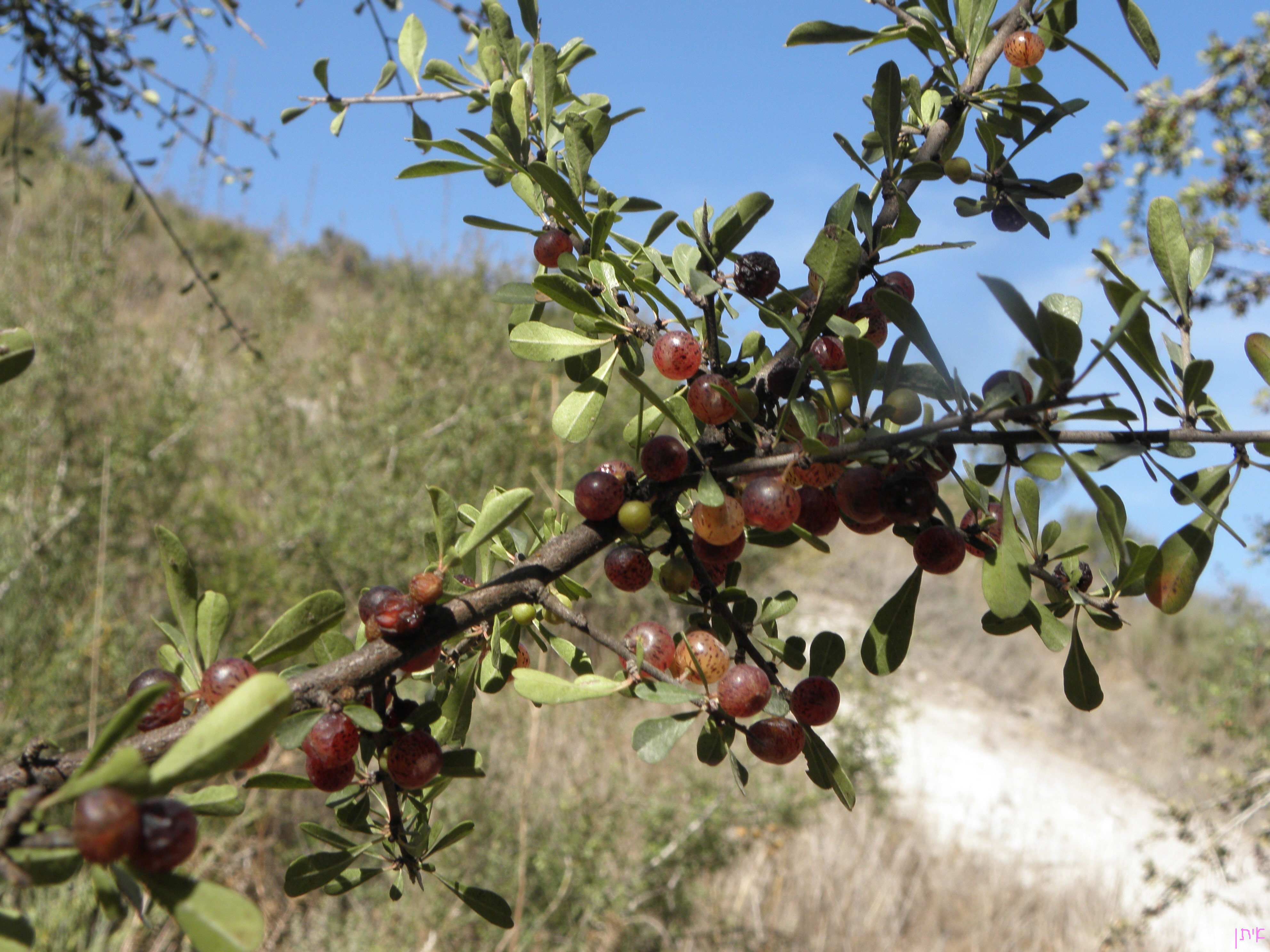
Zweig mit Laubblättern und Früchten

### Vegetative Merkmale
Rhamnus lycioides ist ein sommergrüner oder immergrüner, sehr formenreicher, dornenbewehrter Strauch, der Wuchshöhen von etwa 1 Meter erreicht. Die Rinde älterer Zweige sind grau.
Die Laubblätter stehen gegenständig, büschelig an Kurztrieben. Die einfache, ganzrandige, kahle, hellgrüne Blattspreite ist bei einer Länge von 0,5 bis 3,5 Zentimetern sowie einer Breite von 0,3 bis 1 Zentimetern linealisch bis verkehrt-eiförmig mit stumpfen bis stachelspitzigen oberen Ende. 

### Generative Merkmale
Die gelblichen Blüten sind unauffällig, stehen in Gruppen und erscheinen schon im Winter. Die Blüten sind vierzählig. Der Blütenkelch endet in vier spitzen Kelchzipfeln.
Die Früchte sind bei einer Länge von 4 bis 6 Millimetern eiförmig, zu Beginn gelblich und werden zur Reife schwarz.

## Standortbedingungen
Rhamnus lycioides wächst auf felsigen und nährstoffarmen Böden.

## Systematik und Verbreitung
Die Art Rhamnus lycioides gehört zur Untergattung Rhamnus in der Gattung Rhamnus.
Rhamnus lycioides ist im Mittelmeerraum verbreitet. Rhamnus lycioides kommt besonders in Spanien und auf den Balearen. Sie fehlt jedoch auf Korsika, auf der Apenninhalbinsel und im Gebiet des ehemaligen Jugoslawien.
Je nach Autor werden bei  Rhamnus lycioides mehrere Unterarten unterschieden:
- Rhamnus lycioides subsp. atlantica (Murb.) Jahand. & Maire: Sie kommt in Marokko und Algerien vor.[5]
- Rhamnus lycioides subsp. borgiae Rivas Mart. & J.M.Pizarro: Sie kommt in Marokko, Tunesien und Spanien vor.[5]
- Rhamnus lycioides subsp. graeca (Boiss. & Reut.) Tutin (Syn.: Rhamnus graeca Boiss. & Reut., Rhamnus palaestina Boiss.): Sie kommt in Griechenland, in Kreta, auf Inseln in der Ägäis, in der Türkei, in Zypern, Syrien, im Libanon, im Gebiet von Israel und Jordanien und auf der Sinaihalbinsel vor.[5]
- Rhamnus lycioides subsp. laderoi Rivas Mart. & J.M.Pizarro: Sie kommt in Portugal und in Spanien vor.[5]
- Rhamnus lycioides L. subsp. lycioides: Sie kommt ursprünglich in Spanien, auf Mallorca und Ibiza vor.[5]
- Rhamnus lycioides subsp. oleoides (L.) Jahand. & Maire (Syn.: Rhamnus oleoides L.): Sie kommt im Mittelmeerraum von Marokko und Portugal bis Zypern und der Türkei vor.[6]
- Rhamnus lycioides subsp. velutina (Boiss.) Nyman (Syn.: Rhamnus velutina Boiss.): Sie kommt in Marokko, Tunesien und Spanien vor.[5]

## Nachweise
1. ↑   Peter Schönfelder, Ingrid Schönfelder: Die neue Kosmos-Mittelmeerflora. Franckh-Kosmos-Verlag Stuttgart 2008. ISBN 978-3-440-10742-3. S. 308.
2. 1 2 3 4  
Frédéric Tournay: Rhamnus lycioides. Biologie an der Universität Ulm, abgerufen am 18. April 2010 (englisch).
3. 1 2 3  
Ingrid Schönfelder, Peter Schönfelder: Die Kosmos-Mittelmeerflora. Über 500 Mittelmeerpflanzen in Farbfotos (= Kosmos-Naturführer). 3. Auflage. Franckh-Kosmos, Stuttgart 1999, ISBN 3-440-07803-5, S. 144.
4. 1 2 3  
Peter Schütt, Hans Joachim Schuck, Bernd Stimm (Hrsg.): Lexikon der Baum- und Straucharten. Das Standardwerk der Forstbotanik. Morphologie, Pathologie, Ökologie und Systematik wichtiger Baum- und Straucharten. Nikol, Hamburg 2002, ISBN 3-933203-53-8, S. 238 (Nachdruck von 1992).
5. 1 2 3 4 5 6 7  
T. Henning, E. von Raab-Straube (2016): Rhamnaceae.: Datenblatt Rhamnus lycioides, In: Euro+Med Plantbase - the information resource for Euro-Mediterranean plant diversity.
6. ↑  
Rhamnus lycioides subsp. oleoides im Germplasm Resources Information Network (GRIN), USDA, ARS, National Genetic Resources Program. National Germplasm Resources Laboratory, Beltsville, Maryland. Abgerufen am 18. April 2010.